# 山本宏美
山本宏美（日语：／ Yamamoto Hiromi，1970年4月21日—），日本女子速度滑冰运动员。她曾代表日本参加1994年冬季奥林匹克运动会速度滑冰比赛，获得女子5000米铜牌。